# Okręg Limoges
Okręg Limoges (fr. Arrondissement de Limoges) – okręg w południowej Francji. Populacja wynosi 278 tysięcy.

## Podział administracyjny
W skład okręgu wchodzą następujące kantony:
- Aixe-sur-Vienne,
- Ambazac,
- Châlus,
- Châteauneuf-la-Forêt,
- Eymoutiers,
- Laurière,
- Limoges-Beaupuy,
- Limoges-Carnot,
- Limoges-Centre,
- Limoges-Cité,
- Limoges-Condat,
- Limoges-Corgnac,
- Limoges-Couzeix,
- Limoges-Émailleurs,
- Limoges-Grand-Treuil,
- Limoges-Isle,
- Limoges-La Bastide,
- Limoges-Landouge,
- Limoges-Le Palais,
- Limoges-Panazol,
- Limoges-Puy-las-Rodas,
- Limoges-Vigenal,
- Nexon,
- Nieul,
- Pierre-Buffière,
- Saint-Germain-les-Belles,
- Saint-Léonard-de-Noblat,
- Saint-Yrieix-la-Perche.